# Tihamér Tóth
Tihamér Tóth (Szolnok, 14 de enero de 1889-Budapest, 5 de mayo de 1939) fue un sacerdote católico húngaro, obispo de Veszprém, que destacó como predicador y su dedicación a la pastoral de jóvenes y estudiantes.
Era el tercero de los cinco hijos del matrimonio formado por Anna Prisztella y el abogado Mátyás Tóth, fallecido en 1895.
Se formó en el seminario menor de Eger, terminó los estudios secundarios, continuando su formación en Teología en Budapest, París y Viena, obteniendo el doctorado y siendo ordenado presbítero en 1911.
Trabajó como vicario y catequista. Posteriormente, actuó en los frentes serbio y ruso como capellán castrense del ejército autro-húngaro durante la Primera Guerra Mundial, cargo que abandonó en 1915 por razones de salud.
Fue profesor en la Universidad de Pazmany desde 1924 y prefecto del seminario de Budapest del que fue nombrado rector en 1931.
El 30 de mayo de 1938 fue nombrado por el papa Pío XI obispo coadjutor de Veszprém, y tras fallecer el obispo Nándor Rotta lo sucedió en la misma diócesis el 3 de marzo de 1939.
Murió el 5 de mayo de 1939 a causa de encefacilitis tras una operación quirúrgica. En 1943 se inició su proceso de beatificación.

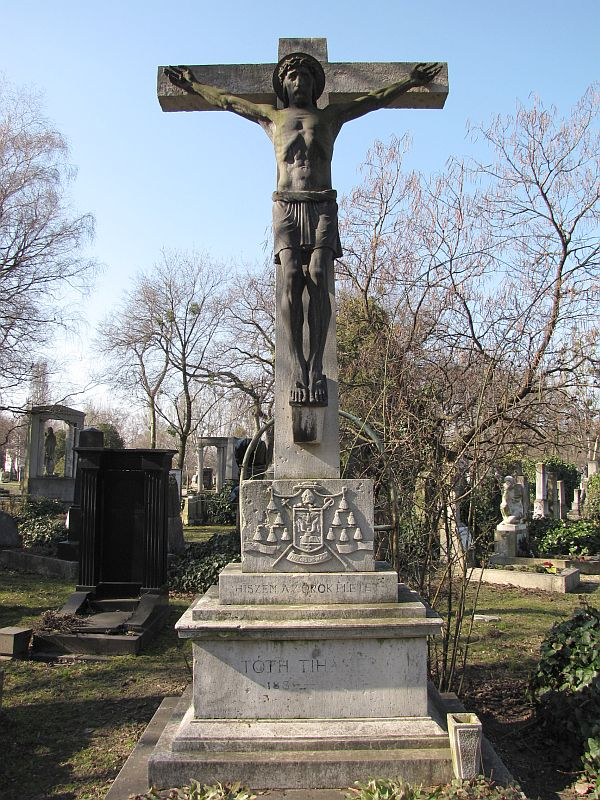
Tumba de Tihamér Tóth en el cementerio Kerepesi de Budapest.

## Obra
Escribió numerosos ensayos de orientación a la juventud pretendiendo atraerla al catolicismo. Muchos de ellos alcanzaron gran éxito y se tradujeron a más de dieciséis idiomas. En español se han publicado, entre otros, los siguientes títulos:
- El joven de carácter;
- Creo en Dios;
- Creo en Jesucristo: el Mesías;
- Creo en Jesucristo: el Redentor;
- Creo en la vida perdurable;
- Creo en la Iglesia;
- Los diez mandamientos;
- Energía y pureza;
- La joven y Cristo; (1941) Madrid. Colección "Muchachas", Sociedad de Educación Atenas. (Traducción de Antonio Sancho. Adaptación de María Rosa Vilahur).
- El joven y Cristo;
- Energía y pureza;
- Sé sobrio; (1941) Colección para jóvenes, Sociedad de Educación Atenas. (Versión original Húngara Dohányzol y Ne igyál. Traducción de Antonio Sancho, magistral de Mallorca.)
- Pureza y hermosura; (1944) Madrid. Colección "Muchachas", Sociedad de Educación Atenas. (Traducción de Antonio Sancho; adaptación de María Rosa Vilahur.)
- Los diez mandamientos;
- El matrimonio cristiano;
- Cristo Rey;
- Eucaristía;
- Padre nuestro;
- Venga a nos el tu reino;
- Prensa y cátedra;
- Verdad y caridad;
- Formación religiosa para los jóvenes.